# Клеопино (Тверская область)
Клеопино — деревня в Калининском районе Тверской области, входит в состав Верхневолжского сельского поселения. 

## География
Деревня расположена в 26 км на юг от центра поселения деревни Квакшино и в 42 км на юг от Твери.

## История
В 1803 году на погосте Клеопино (Покровский) близ деревни была построена каменная Казанская церковь с 3 престолами, метрические книги с 1789 года.
В конце XIX — начале XX века деревня вместе с погостом входили в состав Быковской волости Тверского уезда Тверской губернии. 
С 1929 года деревня являлась центром Клеопинского сельсовета Тургиновского района Тверского округа Московской области, с 1935 года — в составе Сухаревского сельсовета Калининской области, с 1963 года — в составе Митеневского сельсовета Калининского района, с 2005 года — в составе Верхневолжского сельского поселения.

## Население
| 1859 | 1886 | 2002 | 2010 |
| ---- | ---- | ---- | ---- |
| 177  | ↘173 | ↘7   | ↘5   |